# Wladyslaw Suprjaha
Wladyslaw Serhijowytsch Suprjaha (ukrainisch Владислав Сергійович Супряга, wiss. Transliteration Vladyslav Serhijovyč Suprjaha, FIFA-Schreibweise nach engl. Transkription: Vladyslav Serhiyovych Supriaha; * 15. Februar 2000 in Sarata, Oblast Odessa) ist ein ukrainischer Fußballspieler, der beim Erstligisten Dynamo Kiew unter Vertrag steht. Der Stürmer gewann mit der ukrainischen U20-Nationalmannschaft die U20-Weltmeisterschaft 2019 und erzielte im 3:1-Sieg Endspiel gegen Südkorea zwei Tore. Seit Oktober 2019 ist er für die U21 im Einsatz.

## Karriere

### Verein
Der in Sarata, Oblast Odessa geborene Wladyslaw Suprjaha entstammt der Jugendabteilung des FK Dnipro. In der Premjer-Liha 2016/17 war er erstmals im Spieltagskader der ersten Mannschaft gelistet. Nachdem der FK Dnipro aufgrund von finanziellen Schwierigkeiten in die dritthöchste ukrainische Spielklasse zwangsabsteigen musste, wechselte Suprjaha zur Saison 2017/18 an den Zweitligisten SK Dnipro-1. Am 9. Juli 2017 debütierte er beim 5:0-Heimsieg gegen FSK Bukowina Czernowitz im Pokal für seinen neuen Verein. Sein erstes Spiel in der Perscha Liga absolvierte er eine Woche später beim 1:0-Heimsieg gegen Metalist 1925 Charkiw, als er in der 61. Spielminute für Wladyslaw Wojzechowskyj eingewechselt wurde. Am nächsten Spieltag beim 8:0-Auswärtssieg gegen Metalurh Saporischschja traf er erstmals. Er stand in dieser Spielzeit regelmäßig in der Startformation und absolvierte insgesamt 22 Ligaspiele, in denen er sieben Tore erzielte.
Am 10. August 2018 wechselte Wladyslaw Suprjaha für eine Ablösesumme in Höhe von 6,5 Millionen Euro zum Erstligisten Dynamo Kiew, wo er einen Fünfjahresvertrag unterzeichnete. Am 25. August 2018 (6. Spieltag) debütierte er beim 1:1-Unentschieden gegen Tschornomorez Odessa für seinen neuen Verein, als er in der 83. Spielminute für Nasarij Russyn eingewechselt wurde. In dieser Saison 2018/19 kam er nur  sporadisch zum Einsatz und beendete diese mit 13 Einsätzen, in denen der Stürmer ohne Torerfolg blieb.
Zur nächsten Spielzeit 2019/20 kehrte er auf Leihbasis zum SK Dnipro-1 zurück, der in der vorigen Saison in die höchste ukrainische Spielklasse aufgestiegen war. Bereits in seinem ersten Einsatz beim 2:0-Heimsieg gegen Olimpik Donezk am 31. Juli 2019 (1. Spieltag) erzielte er einen Treffer und bereitete das zweite Tor vor. Beim 2:0-Heimsieg gegen Karpaty Lwiw am 20. September (8. Spieltag) traf er doppelt. Am 28. Februar 2020 (20. Spieltag) erzielte er gegen seinen Stammverein Dynamo Kiew einen Hattrick. In dieser Saison gelangen ihm in 25 Ligaeinsätzen 15 Tore.

### Nationalmannschaft
Im Januar 2016 bestritt er zwei Länderspiele für die ukrainische U16-Nationalmannschaft.
Ab September 2016 war er für die U17 im Einsatz und nahm mit dieser Auswahl an der U17-Europameisterschaft 2017 in Kroatien teil. Dort stand er in allen drei Gruppenspielen auf dem Platz. Insgesamt bestritt er neun Länderspiele für die U17, in denen er ein Tor erzielte.
Seit Juni 2017 stand er für die U19 auf dem Platz und nahm mit dieser Auswahl an der U19-Europameisterschaft 2018 in Finnland teil. Im zweiten Gruppenspiel beim 1:1-Unentschieden gegen England erzielte er den einzigen Treffer der Molodischka. Als Gruppensieger traf man im Halbfinale auf Portugal, gegen die man 0:5 verlor. Obwohl der Stürmer nur ein Mal treffen konnte, wurde er ins Team des Turniers gewählt. Nach dem Turnier war er bis März 2019 für die U19 im Einsatz und überschritt anschließend nach 20 Länderspielen und fünf Toren die Altersgrenze.
Von Cheftrainer Oleksandr Petrakow wurde er in den Kader der U20 für die U20-Weltmeisterschaft 2019 in Polen nominiert. Die Gruppenphase überstand die Mannschaft mit sieben Punkten. Im Achtelfinale wurde Panama bezwungen und im Viertelfinale schlug man Kolumbien. Im Halbfinale gewann man 1:0 gegen Italien. Im Endspiel gegen Südkorea stand er in der Startformation, obwohl er zuvor vier Mal eingewechselt wurde. Nachdem die Ukraine früh durch ein Elfmetertor von Lee Kang-in in Rückstand geriet, drehte Suprjaha mit einem Doppelpack die Partie zu Gunsten der Mannschaft. Das Spiel endete mit 3:1 und die Ukraine gewann zum ersten Mal einen internationalen Wettbewerb.
Seit Oktober 2019 ist er für die U21 im Einsatz.

## Erfolge
Ukraine U20
- U20-Weltmeister: 2019

Individuelle Auszeichnungen
- U19-Europameisterschaft 2018: Mannschaft des Turniers